# Orchomene limodes
Orchomene limodes är en kräftdjursart som beskrevs av Meador och Present 1985. Orchomene limodes ingår i släktet Orchomene och familjen Lysianassidae. Inga underarter finns listade i Catalogue of Life.